# Monte Castello di Vibio
Monte Castello di Vibio – miejscowość i gmina we Włoszech, w regionie Umbria, w prowincji Perugia.
Według danych na rok 2004 gminę zamieszkiwało 1616 osób, 52,1 os./km².